# Biến hóa
Biến hóa (danh pháp khoa học: Asarum caudigerum) là một loài thực vật có hoa trong họ Aristolochiaceae. Loài này được Hance mô tả khoa học đầu tiên năm 1881.